# Lily Tomlin

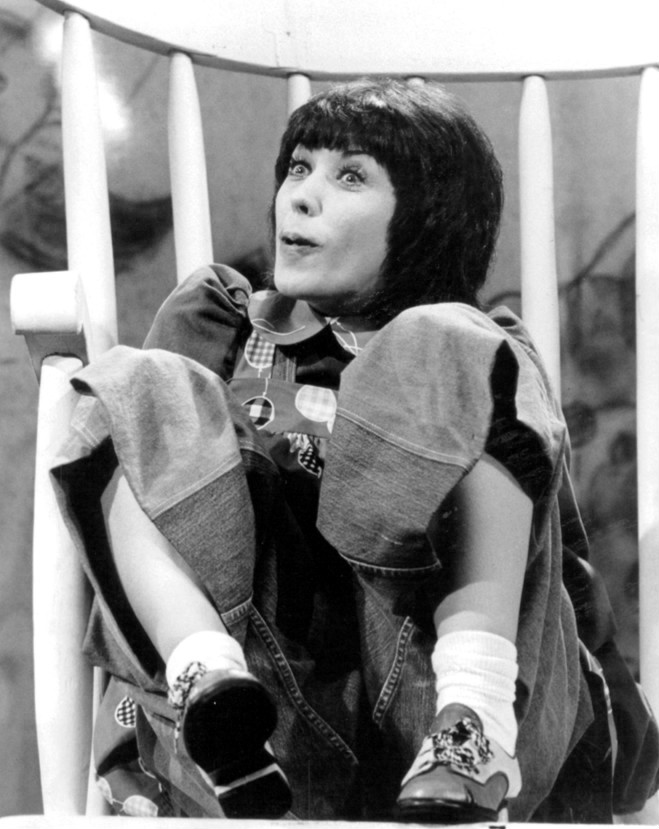
Tomlin i sin TV-show 1975.

Lily Tomlin, ursprungligen Mary Jean Tomlin, född 1 september 1939 i Detroit, Michigan, är en amerikansk skådespelare,  komiker, författare, sångare och producent.
Tomlin hoppade av skolan för att uppträda i kabaréer. År 1966 kom hon till New York, där hon medverkade i reklam och var med i en TV-show. År 1969 fick hon en roll i den populära TV-showen Rowan & Martin's Laugh-In och blev omgående enormt populär. Hon lämnade Laugh-In 1973 och har sedan dess haft stor framgång med egna TV-program, en "one-woman show" på scen och i flera filmer, både i karaktärsroller och komedier.
Lily Tomlin träffade sin hustru Jane Wagner 1971 och de har flera gånger samarbetat. Wagner har bland annat skrivit scenshowen The Search for Signs of Intelligent Life in the Universe och manus till filmerna Steg för steg (1978) och Hjälp, jag krymper (1981). Wagner och Tomlin gifte sig 31 december 2013 i Los Angeles.

## Filmografi i urval
- 1969–1973 – Rowan & Martin's Laugh-In (TV-serie)
- 1975 – Nashville
- 1977 – I elfte timmen
- 1980 – 9 till 5
- 1981 – Hjälp, jag krymper!
- 1984 – Mitt andra jag
- 1988 – Två systrar för mycket
- 1992 – Skuggor och dimma
- 1993 – Short Cuts
- 1993 – Nyinflyttade i Beverly Hills
- 1999 – Tea with Mussolini
- 2002 – Orange County
- 2002–2006 – Vita huset (TV-serie)
- 2005 – Simpsons (TV-serie) (röstroll i avsnittet The Last of the Red Hat Mamas)
- 2005–2006 – Will & Grace (TV-serie) (gästroll)
- 2006 – Myrmobbaren (röst)
- 2008–2009 – Desperate Housewives (TV-serie) (gästroll i säsong fem)
- 2009 – Rosa pantern 2
- 2015–2019 – Grace and Frankie (TV-serie)
- 2015 – Grandma
- 2018 – Spider-Man: Into the Spider-Verse (röst)